# Die Schlangengrube
Die Schlangengrube (OT: The Snake Pit) ist ein US-amerikanischer Spielfilm aus dem Jahr 1948 mit Olivia de Havilland in der Hauptrolle. Der Film entstand nach dem gleichnamigen autobiografischen Roman von Mary Jane Ward über ihre Erfahrungen in der Psychiatrie.

## Handlung
Virginia ist eine nach außen völlig normale junge Frau, die mit dem netten Robert Cunningham verheiratet ist. Doch das Eheglück wird getrübt durch psychische Veränderungen bei Virginia, die schließlich dazu führen, dass sie in ein Krankenhaus für psychisch Kranke eingewiesen wird. Ihr Ehemann Robert erzählt in Rückblenden die Geschichte der gemeinsamen Ehe. Der behandelnde Arzt Doktor Kik versucht, auf die Spur der seelischen Probleme seiner Patientin zu kommen. Schrittweise können belastende Umständen in der Kindheit geklärt werden, die bei der Patientin traumatische Wirkung hatten. Die hierdurch entstandene dissoziative Amnesie führte bei der Patientin zu bis dahin unerklärlichen psychischen Symptomen und zur Einweisung in die psychiatrische Klinik. Der Aufenthalt in der geschlossenen Abteilung der Psychiatrie – der sogenannten Schlangengrube – sowie die Anwendung von Elektroschocktherapie zeigen sich im Nachhinein als kontraindiziert.

## Hintergrund
Olivia de Havilland klagte gegen ihren ehemaligen Arbeitgeber Warner Brothers in einem Prozess, der von 1943 bis Anfang 1946 dauerte. Ein Berufungsgericht in Kalifornien gab der Schauspielerin schließlich Recht und verwarf eine bis dahin übliche Vertragspraxis: Normalerweise unterschrieben Schauspieler in den damaligen Jahren bei einem Studio langfristige Verträge mit fünf bis sieben Jahren Laufzeit. Wenn es während dieser Zeit zu Konflikten kam, dann wurde der Schauspieler vom Studio ohne Gehalt suspendiert. Strittig war die Frage, ob die Zeiten der Suspendierung an die reguläre Vertragslaufzeit angehängt werden durften. Olivia de Havilland weigerte sich 1943, der Aufforderung ihres Studios nachzukommen und verklagte Warners. Das Studio ließ die Schauspielerin daraufhin auf eine Schwarze Liste setzen, so dass de Havilland bis zu ihrem Sieg Anfang 1946 arbeitslos war. Erst danach konnte sie wieder an ihre vorherige Karriere anknüpfen und sich als Darstellerin dramatischer Frauenschicksale etablieren. Für ihre Rolle in Mitchell Leisens Mutterherz gewann Olivia de Havilland den Oscar als Beste Darstellerin des Jahres 1946. 
Der Film Die Schlangengrube basiert auf dem gleichnamigen halb-autobiographischen Roman von Mary Jane Ward, die ihre Erfahrungen bei einem halbjährigen Aufenthalt in der staatlichen Psychiatrie des Bundesstaates New York schilderte. Der mit de Havilland befreundete Regisseur Anatole Litvak sah in dem Drehbuch eine gute Gelegenheit für die Schauspielerin und bot ihr die Rolle an. Das Studio 20th Century Fox bevorzugte jedoch Gene Tierney oder Joan Fontaine in der Hauptrolle, da deren Zugkraft an der Kinokasse ungleich höher war. Auch der Name von Ingrid Bergman wurde mit dem Projekt in Verbindung gebracht. Am Ende entschied sich das Studio für de Havilland und ab Mitte 1946 begannen die Vorarbeiten an der Produktion. 
Die Schlangengrube war der erste Hollywoodfilm, der sich ernsthaft mit den teilweise dramatischen Zuständen in psychiatrischen Anstalten beschäftigte. Das Thema Psychoanalyse erfreute sich – gerade in den Jahren nach dem Zweiten Weltkrieg in Filmen einer großen Beliebtheit – doch bislang wurden die Behandlungsmethoden und die Verhältnisse in den geschlossenen Anstalten nicht erörtert. Die Drehbuchautoren änderten daher gewisse Aspekte des Romans ab, um einen wissenschaftlich fundierten Einblick in den damals aktuellen Stand der Behandlung psychiatrischer Erkrankungen geben zu können.
Die Drehbuchautoren Frank Partos und Millen Brand, der Regisseur Anatole Litvak sowie die Schauspielerin Olivia de Havilland besuchten vor Drehbeginn einige Behandlungszentren, um sich vor Ort zu informieren. Außerdem wurden Psychiater und Psychologen als Berater hinzugezogen:
- Carl A. Binger, Professor für klinische Psychiatrie an der Cornell University
- M. Ralph Kaufman, Direktor der Psychiatrie am Mount Sinai Hospital
- Sidney Loseef Tamarin.

Eine lange Drehzeit und aufwändige Recherchen verursachten ein Budget von über zwei Millionen Dollar. An der Kinokasse erwies sich der Film trotz des eher sperrigen Themas als populär und wurde für das Studio zum erfolgreichsten Verleih des Jahres.

## Probleme mit den englischen Zensurbestimmungen
Die Schlangengrube durfte zunächst nicht in Großbritannien kommerziell aufgeführt werden, da die dortigen Zensurbestimmungen die Darstellung von Wahnsinn und Geisteskrankheiten untersagten. Am Ende einigten sich die Filmgesellschaft und die Zensurbehörde auf etliche Schnitte, die vor allem die brutalen Darstellungen in der geschlossenen Anstalt gegen Mitte des Films betrafen.

## Kritiken
Die zeitgenössischen Kritiker lobten den Film als Meilenstein und zollten ihre Bewunderung für die Darstellung eines gesellschaftskritischen Sujets. 
The Hollywood Reporter schrieb: 

„Ein Film, so mitreißend, so dramatisch und aufregend und so offen in seinem Mut, das es keinen Vergleich dazu gibt. Etwas Vergleichbares wurde noch nie vorher auf die Leinwand gebracht.“

Bosley Crowther befand in der New York Times:

„Obwohl "Die Schlangengrube" verstörend wirkt und für schwache Gemüter nicht zu empfehlen ist, handelt es ein reifes emotionales Drama über ein seltenes und wichtiges Thema.“

Mit dem Abstand von 60 Jahren urteilt das Lexikon des internationalen Films weniger enthusiastisch: 

„Konventionelle Konflikte, aber gute Menschenschilderung und psychologische Sorgfalt in einem ehrenwerten Drama, das sich - ein wenig zu melodramatisch - um Verständnis für seelisch Kranke bemüht. Die Erkenntnisse und Methoden der Psychotherapie haben sich seit der Entstehungszeit allerdings weiterentwickelt.“

## Auszeichnungen
Die Schlangengrube wurde auf der Oscarverleihung 1949 in folgenden Kategorien nominiert: 
- Bester Film
- Beste Regie
- Bestes Drehbuch
- Beste Hauptdarstellerin
- Beste Musik
- Bester Ton

Olivia de Havilland gewann darüber hinaus zahlreiche Preise, so den New York Film Critics Circle Award als beste Darstellerin des Jahres 1948. Auf dem Filmfestspiel in Venedig wurde sie ebenfalls als beste Darstellerin ausgezeichnet. 
Das Committee of American Psychologists rühmte den Film in einer offiziellen Würdigung dafür das Bewusstsein der Öffentlichkeit für die verbesserungswürdigen Zustände in psychiatrischen Einrichtungen geweckt zu haben. Ähnlich äußerte sich das California Citizens Committee for Mental Hygiene, die den Streifen lobten für seine mutige Darstellung von Missständen. Olivia de Havilland zierte die Ausgabe des Time Magazins vom 20. Dezember 1948, das sich intensiv mit dem Problem von geistigen Erkrankungen beschäftigte.